# Liste der Biografien/Geri
Liste der Biografien |
Portal Biografien |
Personensuche
# |
A |
B |
C |
D |
E |
F |
G |
H |
I |
J |
K |
L |
M |
N |
O |
P |
Q |
R |
S |
T |
U |
V |
W |
X |
Y |
Z |
?
 
Ga |
Gb |
Gc |
Gd |
Ge |
Gf |
Gh |
Gi |
Gj |
Gk |
Gl |
Gm |
Gn |
Go |
Gp |
Gq |
Gr |
Gs |
Gu |
Gv |
Gw |
Gy |
Gz
 
Gea |
Geb |
Gec |
Ged |
Gee |
Gef |
Geg |
Geh |
Gei |
Gej |
Gek |
Gel |
Gem |
Gen |
Geo |
Gep |
Ger |
Ges |
Get |
Geu |
Gev |
Gew |
Gex |
Gey |
Gez
 
Gera |
Gerb |
Gerc |
Gerd |
Gere |
Gerf |
Gerg |
Gerh |
Geri |
Gerk |
Gerl |
Germ |
Gern |
Gero |
Gerp |
Gerr |
Gers |
Gert |
Geru |
Gerv |
Gerw |
Gery |
Gerz
Die Liste der Biografien führt alle Personen auf, die in der deutschsprachigen Wikipedia einen Artikel haben. Dieses ist eine Teilliste mit 110 Einträgen von Personen, deren Namen mit den Buchstaben „Geri“ beginnt.

## Geri
- Geri, Ettore (1914–2003), italienischer Schauspieler
- Geri, Iska (1914–2002), deutsche Schauspielerin, Sängerin und Kabarettistin
- Geri, Jakob (1901–1974), israelischer Politiker, Minister für Handel und Wirtschaft in Israel
- Geri, Wolfgang (1921–2002), deutscher Komponist und Pianist

### Geria
- Geria, Jason (* 1993), australischer Fußballnationalspieler

### Geric
- Geric, Adam (* 1989), kanadisch-australischer Eishockeyspieler
- Gerić, Andrija (* 1977), serbischer Volleyballspieler
- Géricault, Théodore (1791–1824), französischer MalerThéodore Géricault (1791–1824)

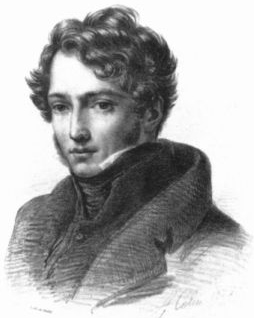
Théodore Géricault (1791–1824)

- Gerich, Rolf (1928–2013), deutscher Verwaltungsbeamter und Kommunalpolitiker, Oberbürgermeister von Weingarten
- Gerich, Sven (* 1974), deutscher Politiker (SPD) und Oberbürgermeister der Landeshauptstadt Wiesbaden
- Gerich, Werner (1919–2003), deutscher Ingenieur
- Gerick, Arthur (1888–1967), deutscher Politiker (SPD), MdL Freie Stadt Danzig
- Gerick, Julia (* 1986), deutsche Schulpädagogin
- Gerick, Wanja (* 1981), deutscher Synchronsprecher
- Gericke van Herwijnen, Louis (1814–1899), niederländischer Politiker, promovierter Jurist, Legationsrat, Diplomat und Außenminister
- Gericke, Arne (* 1964), deutscher Politiker (FAMILIE, FW, Bündnis C), MdEP
- Gericke, Bernhard (1908–1977), deutscher Rechtsextremist
- Gericke, Christian Wilhelm (1742–1803), deutscher Pietist und evangelischer Missionar
- Gericke, Corina (* 1963), deutsche Tierrechtlerin
- Gericke, Cyriacus († 1551), lutherischer Theologe
- Gericke, David (* 1965), argentinisch-deutscher Maler, Bildhauer und Schmuckdesigner
- Gericke, Friedrich Carl Gustav (1755–1817), deutscher Oberamtmann und Ökonom
- Gericke, Fritz (1897–1958), deutscher Schriftsteller, Funktionär der neuheidnischen Deutschen Glaubensbewegung (DG)
- Gericke, Fritz E. (1928–2016), deutscher Autor
- Gericke, Gerd (1935–2021), deutscher Dramaturg und Hochschullehrer
- Gericke, Günther (1887–1970), deutscher Offizier und Nachrichtendienstler
- Gericke, Gustav (1864–1935), deutscher Wirtschaftsmanager, Vorstandsmitglied im Deutschen Werkbund und Ratsherr von Delmenhorst
- Gericke, Hans (1871–1912), deutscher Ingenieur und Luftschiffer
- Gericke, Hans (1912–2014), deutscher Architekt und Stadtplaner
- Gericke, Hans Otto (1933–2016), deutscher Pädagoge, Historiker und Professor
- Gericke, Helene (* 1869), deutsche Stilllebenmalerin der Düsseldorfer Schule
- Gericke, Helmuth (1909–2007), deutscher Mathematiker
- Gericke, Henryk (* 1964), deutscher Autor, Übersetzer und Galerist
- Gericke, Herbert (1895–1978), deutscher Kunsthistoriker
- Gericke, Hermann (* 1931), Schweizer Unternehmer
- Gericke, Isa Katharina (* 1973), norwegische Opernsängerin (Sopran)
- Gericke, Jan (* 1967), deutscher Richter
- Gericke, Johann Ernst (* 1720), deutscher Kupferstecher
- Gericke, Johann Moritz Heinrich (1748–1826), deutscher Gymnasiallehrer und Rektor
- Gericke, Katharina (* 1966), deutsche Dramatikerin
- Gericke, Konrad (1904–1980), deutscher Schauspieler, Dramaturg und Intendant sowie NDPD-Funktionär
- Gericke, Margarete (1911–2006), deutsche Schriftstellerin
- Gericke, Olaf (* 1966), deutscher Lokalpolitiker
- Gericke, Peter (1693–1750), deutscher Mediziner, Chemiker und Hochschullehrer
- Gericke, Robert, deutscher Fußballspieler
- Gericke, Samuel Theodor (1665–1729), deutscher Maler, Direktor der Preußischen Akademie der Künste
- Gericke, Siegfried (1901–1987), deutscher Agrikulturchemiker
- Gericke, Silke (* 1974), deutsche Politikerin (Bündnis 90/Die Grünen)
- Gericke, Theodor (1819–1878), preußischer Generalmajor und Kommandeur der 56. Infanterie-Brigade
- Gericke, Walter (1907–1992), deutscher Offizier, zuletzt Generalmajor der BundeswehrWalter Gericke (1907–1992)

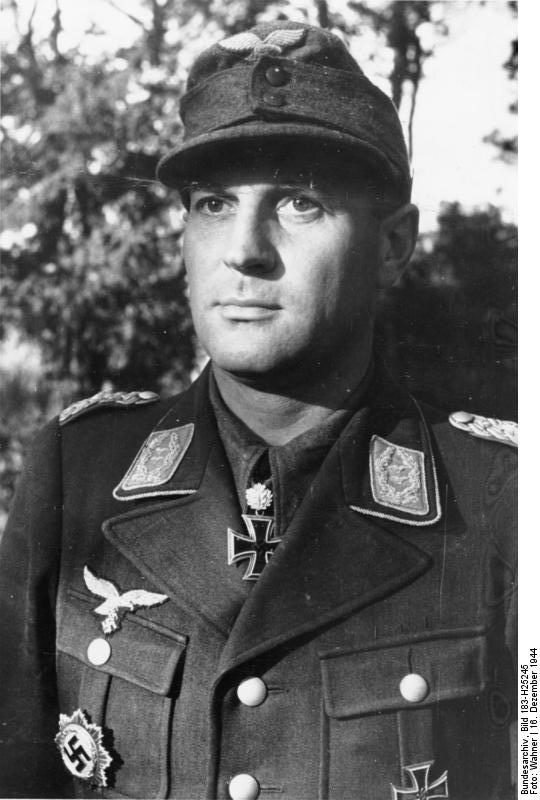
Walter Gericke (1907–1992)

- Gericke, Wilhelm (1845–1925), österreichischer Dirigent und Komponist
- Gericke, Wilhelm Friedrich (1823–1873), deutscher Politiker und Bürgermeister
- Gericke, Willem Lodewijk Adolf (1836–1914), niederländischer Seeoffizier und Politiker
- Gericke, Willi (1895–1970), deutscher Maler und Grafiker

### Gerig
- Gerig, Alois (* 1956), deutscher Politiker (CDU), MdB
- Gerig, Hanna (1900–1991), deutsche Politikerin (Zentrum, CDU)
- Gerig, Hans (1910–1978), deutscher Musikverleger
- Gerig, Isabelle (* 1998), Schweizer Unihockeyspielerin
- Gerig, Otto (1885–1944), deutscher Gewerkschafter und Politiker (Zentrum), MdR
- Gerig, Peter (* 1934), Schweizer Biathlet
- Gerig, Uwe (1940–2018), deutscher Fotograf, Journalist und Autor
- Gerigk, Alfred (1896–1983), deutscher Journalist
- Gerigk, Frank G. (* 1963), deutscher Journalist, Autor und Herausgeber
- Gerigk, Gerhard (1925–2007), deutscher Fahnenjunker-Unteroffizier und Bauunternehmer
- Gerigk, Herbert (1905–1996), deutscher Musikwissenschaftler
- Gerigk, Hermann (1924–1960), deutscher Politiker (CDU), MdV, MdL
- Gerigk, Horst-Jürgen (1937–2024), deutscher Literaturwissenschaftler
- Gerigk, Manfred (1934–2024), deutscher Komponist, Organist und Dominikaner
- Gerigk, Patrick (* 1972), deutscher American-Football-Spieler

### Gerik
- Gerike, Lars (* 1975), deutscher Eishockeyspieler
- Gerike, Martin (1930–2017), deutscher Schiffbauingenieur
- Gerike, Regine (* 1972), deutsche Verkehrswissenschaftlerin
- Gerike, Sven (* 1977), deutscher Eishockeyspieler

### Gerim
- Gerima, Haile (* 1946), äthiopischer Filmregisseur

### Gerin
- Gerin, André (* 1946), französischer Politiker (PCF), Mitglied der Nationalversammlung
- Gerin, John L. (* 1937), US-amerikanischer Mediziner
- Gerin, Terry (* 1975), US-amerikanischer WrestlerTerry Gerin (* 1975)

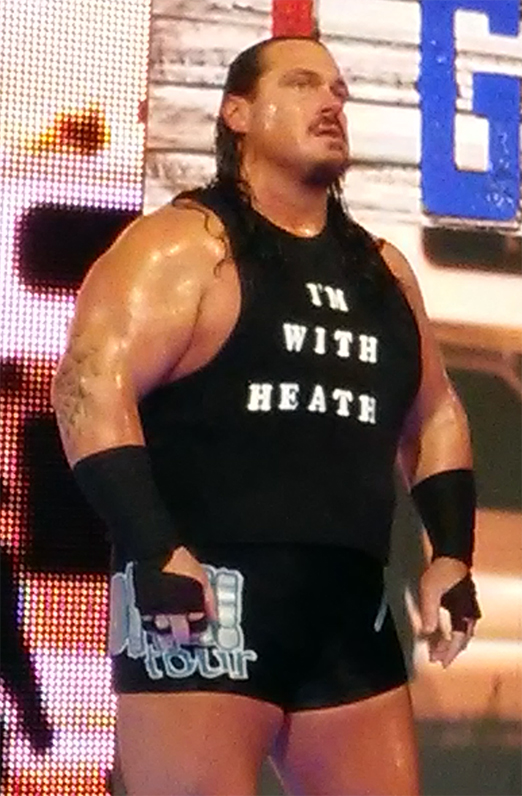
Terry Gerin (* 1975)

- Gering, Andreas (1892–1957), deutscher Maler und Grafiker
- Gering, Axel (* 1968), deutscher Klassischer Archäologe
- Gering, Ernst (* 1934), deutscher Ingenieur und Mitglied der Volkskammer der DDR
- Gering, Hugo (1847–1925), deutscher Germanist und Hochschullehrer; Rektor der Universität Kiel
- Gering, Jakow Germanowitsch (1932–1984), sowjetischer Zootechniker
- Gering, Marion (1901–1977), US-amerikanischer Filmregisseur
- Gering, Rudi (1917–1998), deutscher Skispringer und Unternehmer
- Geringas, Alexander (* 1971), deutscher Sänger und Schauspieler
- Geringas, David (* 1946), litauischer Cellist und Dirigent
- Geringer de Oedenberg, Lidia Joanna (* 1957), polnische Politikerin, MdEP
- Geringer, Hellmut (1912–1989), österreichischer Jurist und Politiker
- Geringer, Jim (* 1944), US-amerikanischer Politiker, Gouverneur von Wyoming
- Geringer, Karl-Theodor (1937–2022), österreichischer Rechts- und Kirchenrechtler
- Geringhoff, Theodor (1896–1959), deutscher Politiker (SPD), MdL
- Gerini, Claudia (* 1971), italienische SchauspielerinClaudia Gerini (* 1971)

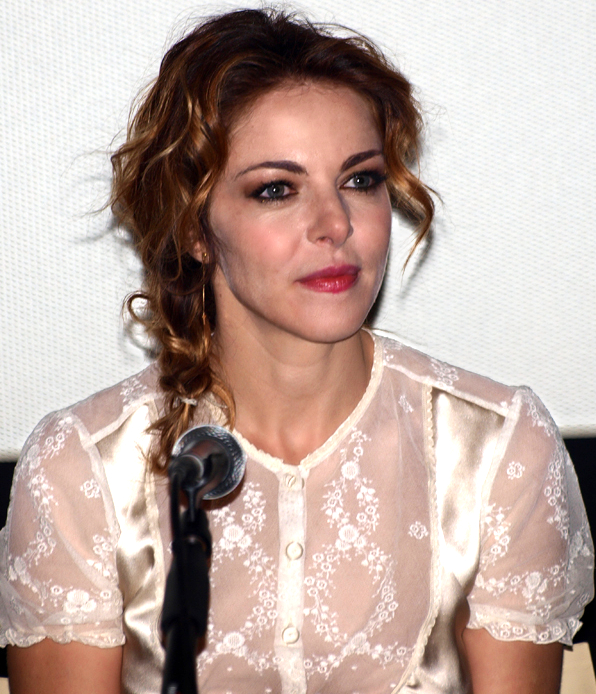
Claudia Gerini (* 1971)

- Gerini, Gerino (1928–2013), italienischer Formel-1-Rennfahrer
- Gerini, Marco (* 1971), italienischer Wasserballspieler

### Geris
- Geris, Thomas (* 2002), österreichischer Fußballspieler
- Gerisch, Alwin (1857–1922), deutscher Politiker (SPD), MdR3
- Gerisch, Gunnar (* 1943), deutscher Sportpsychologe und Fußballtrainer
- Gerisch, Herbert (1922–2016), deutscher Bauunternehmer und Politiker (CDU), MdL
- Gerisch, Hermann (1910–1994), deutscher Lehrer, Heimatforscher und Mundartdichter des sächsischen Vogtlandes
- Gerisch, Jana (* 1978), deutsche Volleyballspielerin
- Gerisch, Jane (* 1986), deutsche Bahnradsportlerin
- Gerisch, Klaus (* 1936), deutscher Schriftsteller und Kabarettleiter
- Gerisch, Rose (1894–1955), deutsche Politikerin und Abgeordnete (SPD, SED)
- Gerisch, Volker (1941–2022), deutscher Tierarzt und Staatssekretär
- Gerischer, Christiane (* 1955), deutsche Musikwissenschaftlerin, Journalistin und Hochschulpräsidentin
- Gerischer, Heinz (1919–1994), deutscher Chemiker
- Gerischer, Hermann (1901–1990), deutscher Politiker (NSDAP), MdR

### Gerit
- Geritz, Joseph Ambrosius (1783–1867), deutscher Geistlicher, Bischof vom Ermland (1841–1867)
- Geritzer, Andreas (* 1977), österreichischer Segler
- Geritzmann, Robert (1893–1969), deutscher Politiker (SPD), MdB